# Zaranga pannosa
Zaranga pannosa är en fjärilsart som beskrevs av Moore 1884. Zaranga pannosa ingår i släktet Zaranga och familjen tandspinnare. Inga underarter finns listade i Catalogue of Life.